# Rade Đokić
Rade Đokić (noto anche come Rade Djokić; Zvornik, 23 giugno 1983) è un ex calciatore bosniaco, di ruolo attaccante o centrocampista.

## Caratteristiche tecniche
Attaccante, può giocare anche come trequartista.

## Carriera

### Club
Vanta 43 presenze e 7 gol nella Bundesliga austriaca e più di 100 gol in carriera. Nel luglio 2006 il Grazer AK lo preleva a € 10 000.